# پینارباشی (چلیخان)
پینارباشی {{ترکی|Pınarbaşı) (به ارمنی: Բուլամքյոյլար) (به کردی: Bulam) یک منطقهٔ مسکونی کردنشین در ترکیه است که در چلیخان واقع شده‌است.